# Zany Golf
Zany Golf (ou Will Harvey's Zany Golf) est un jeu vidéo de minigolf développé par Sandcastle et édité par Electronic Arts en 1988. Le jeu est sorti sur Apple IIGS, puis porté sur Amiga, Atari ST, DOS et Mega Drive.

## Équipe de développement
Version Amiga
- Game design : Will Harvey
- Graphismes : Ian Gooding
- Logiciel : Jim L. Nitchals, Will Harvey
- Musique : Douglas Fulton
- Producteurs : Rich Adam, Roger Hector